# Agathangelos von Konstantinopel

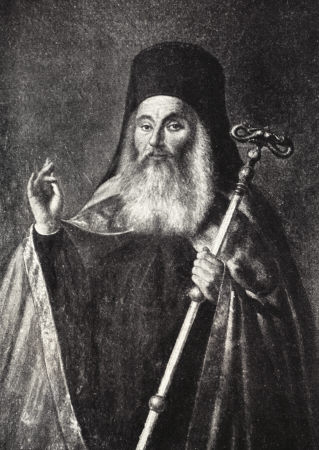
Patriarch Agathangelos

Agathangelos (griechisch Πατριάρχης Αγαθάγγελος; * 1769 bei Edirne, Osmanisches Reich; † 1832 ebenda) war orthodoxer Patriarch von Konstantinopel (1826–1830).

## Leben
Er wurde in einem bulgarischen Dorf bei Edirne geboren. Sein Geburtsname ist nicht überliefert, er bezeichnete sich selbst als Bulgaren. In frühen Jahren wurde er Mönch im Kloster Iveron auf dem Athos und nahm den geistlichen Namen Agathangelos an. Er erhielt dort eine gute theologische Ausbildung.
Um 1800 wurde er leitender Priester der griechischen Gemeinde in Moskau. 1815 wurde Agathangelos zum Metropoliten von Belgrad geweiht. 1817 nahm er an der Wahl von Miloš Obrenović zum Fürsten von Serbien teil. 1821 war er am griechischen Aufstand gegen das Osmanische Reich beteiligt und wurde verhaftet.
1825 wurde Agathangelos Metropolit von Chalkedon.
1826 wurde er zum Patriarchen von Konstantinopel gewählt, nachdem sein Vorgänger Chrysanthos abgesetzt und ins Exil getrieben worden war.
Agathangelos machte sich schnell unbeliebt in der griechischen Kirche. 1827 wurde er gebeten, sich für die Freilassung griechischer Aufständischer beim Sultan einzusetzen, und brachte eine Botschaft an Ioannis Kapodistrias, den ersten Präsidenten des unabhängigen Griechenland, mit, sich wieder dem Osmanischen Reich zu unterwerfen.
Patriarch Agathangelos galt als streng und unnachgiebig gegenüber dem ihm unterstellten Klerus. Er war an der Wahl des orthodoxen Patriarchen von Jerusalem beteiligt, die als gekauft galt.
Nach finanziellen Unstimmigkeiten und administrativen umstrittenen Entscheidungen wurde er 1830 abgesetzt. Agathangelos wurde zunächst nach Kayseri geschickt und ging von dort nach Edirne, wo er 1832 starb.
Agathangelos beherrschte die griechische, die türkische, die bulgarische, die russische und die französische Sprache. Er verfasste mehrere Schreiben zu theologischen Themen, wie zur Taufe, zur Ehe und zum Myron.